# Bataille du col de Kurikara
Guerre de Gempei
Batailles
- Uji (1re)
- Nara
- Ishibashiyama
- Fujigawa
- Sunomata
- Yahagigawa
- Hiuchi
- Kurikara
- Shinohara
- Mizushima (navale)
- Fukuryūji
- Muroyama
- Hōjūjidono
- Uji (2e)
- Awazu
- Ichi-no-Tani
- Kojima
- Yashima (navale)
- Dan-no-ura (navale)

La bataille du col de Kurikara, aussi connue sous le nom de bataille de Tonamiyama (砺波山), est la bataille qui marque le tournant de la guerre de Gempei en faveur du clan Minamoto.

## Causes
Minamoto no Yoshinaka, commandant d'un contingent de guerriers de la province de Shinano, avait quelques années plus tôt pillé les terres des Taira, avant que ses raids, ainsi que la guerre elle-même, soient mis en pause à cause de deux ans de famine. Les conditions s'améliorant en 1183, les Taira cherchent à se venger de Yoshinaka. Taira no Koremori, fils de Taira no Kiyomori, prend en charge l'opération, secondé par Michimori, Tadanori, Tomonori, Tsunemasa et Kiyofusa. Leurs forces sévèrement diminuées par les combats et la famine, les Taira cherchent à recruter des guerriers dans les terres environnantes, au risque de prolonger la famine, la plupart de ces guerriers étant des paysans quittant leurs fermes. Bien que certaines chroniques listent leur nombre à plus de 100 000, c'est un nombre hautement improbable, et d'autres sources plus crédibles estiment ce nombre à environ 40 000.
Minamoto no Yoritomo, le cousin de Yoshinaka, marche sur ce dernier pour l'affronter pour la domination du clan en mars 1183, mais Yoshinaka le convainc de renoncer, arguant du fait qu'ils doivent être unis contre les Taira. Pour prouver ses bonnes intentions, Yoshinaka envoie son fils Yoshitaka à Kamakura en tant qu'otage. Peu après cela, Yoshinaka reçoit des nouvelles de l'armée de Koremori et part l'affronter, accompagné de son oncle Minamoto no Yukiie, et de ses quatre vassaux les plus loyaux, Kanehira Imai, Kanemitsu Higuchi, Chikatada Tate et Yukichika Nenoi (surnommés shi-tennō, « quatre gardiens célestes »).

## Déroulement
À l'approche des passes montagnardes qui connectent l'ouest et l'est de Honshū, Taira no Koremori scinde ses forces en deux, une partie tenant le col de Kurikara dans les monts Tonamiyama entre les provinces d'Etchū et de Kaga, et l'autre pénétrant dans la province d'Etchū via la province de Noto au nord, où il remporte une victoire mineure totalement éclipsée par la défaite à Kurikara. Minamoto no Yoshinaka, voyant les forces Taira avancer dans la passe, dispose un grand nombre de drapeaux blancs (le blanc était la couleur des Minamoto) sur une colline à quelques kilomètres de là, dans le but de faire croire que ses forces étaient beaucoup plus importantes qu'elles ne l'étaient en réalité. Cette tactique avait pour but de forcer les Taira à rester au col jusqu'à la tombée de la nuit, afin d'avoir le temps de mettre en place la seconde partie de sa stratégie.
Il divise alors ses propres forces en trois. Un groupe est envoyé attaquer les Taira par l'arrière, un deuxième est placé en embuscade en dessous du col, et le troisième, incluant Yoshinaka, est placé au centre. Pour détourner l'attention des Taira des autres détachements Minamoto, Yoshinaka cherche à faire se dérouler la bataille de façon très formelle. Ainsi, quand les Taira descendent de la montagne et que la bataille proprement dite commence, le groupe central de Yoshinaka engage l'ennemi dans des échanges d'archerie. S'ensuivent des combats individuels auxquels les Taira se prêtent volontiers, dans l'espoir de gagner leurs places personnelles dans les chroniques et poèmes épiques qui auraient pour but de raconter cette guerre. Dans la plupart des chroniques, en particulier le Heike monogatari, les Taira sont montrés comme n'étant pas aussi coutumiers des voies de la guerre que les Minamoto, étant plus décadents, et plus habitués à la vie d'hommes de cour. Il est très possible que cela ait également été le cas dans la réalité. Ainsi, la possibilité d'engager le combat dans une bataille formelle et civilisée est attrayante pour de nombreux guerriers Taira qui ne demandent pas mieux que d'utiliser leurs talents martiaux de la manière dont ils les avaient appris, la plus formelle qui soit.
Pendant ce temps, les autres troupes de Yoshinaka se mettent en position, et à midi, les Taira découvrent derrière eux un détachement Minamoto, portant beaucoup plus de drapeaux qu'un simple détachement devrait transporter, à nouveau pour donner l'illusion de troupes nombreuses. Pendant ce temps, le groupe central de Yoshinaka rassemble des bœufs aux cornes desquelles il fait attacher des torches allumées, et les lâche dans le col directement dans l'armée Taira, causant la panique parmi celle-ci, malgré sa supériorité numérique. Beaucoup de guerriers Taira chargent dans la horde, pendant que de nombreux autres sont simplement éjectés de la trajectoire des bœufs, mourant dans des ravines rocheuses loin en contrebas. Beaucoup plus d'entre eux tentent de faire retraite, mais se perdent par divers chemins, où ils rencontrent la mort des mains des guerriers Minamoto placés là pour les attendre, ou en tombant dans diverses gorges.

## Issue
Les survivants Taira, souffrant de nombreuses pertes, paniqués et démoralisés, s'enfuient. Kurikara est une victoire majeure pour les Minamoto, conduisant à l'abandon de Kyōto par les Taira en août et leur retraite à Shikoku avec l'empereur Antoku.

## Représentation dans les arts et la culture

### Jeu vidéo
- La bataille de Kurikara fait l'objet d'un scénario jouable dans  Age of Empires II: DE.
- La capacité spéciale de Rogue Saber est une référence à la bataille de Kurikara dans Fate/Samurai Remnant

## Source de la traduction
- (en) Cet article est partiellement ou en totalité issu de l’article de Wikipédia en anglais intitulé « Battle of Kurikara » (voir la liste des auteurs).